# Одайполь
Одайполь (укр. Одайпіль) — село, входит в Белоцерковский район Киевской области Украины.
Население по переписи 2001 года составляло 330 человек. Почтовый индекс — 09842. Телефонный код — 4560. Занимает площадь 1,02 км². Код КОАТУУ — 3224685001.

## Местный совет
09842, Київська обл., Тетіївський р-н, с.Одайпіль